# Kür-Araz Ovalığı
Kür-Araz Ovalığı är en slätt i Azerbajdzjan.   Den ligger i distriktet Sabirabad Rayonu, i den sydöstra delen av landet, 130 km väster om huvudstaden Baku.
Trakten runt Kür-Araz Ovalığı består till största delen av jordbruksmark. Runt Kür-Araz Ovalığı är det ganska tätbefolkat, med 72 invånare per kvadratkilometer.